# Пашини конаци (Козара)
Пашини конаци су вис на Козари - Витловска на надморској висини од 440 метара. 
Пашини конаци су добили име по сљедећем догађају:
1851. године је букнула буна крајишких Муслимана. Градић Козарац је био један од центара буне против турске власти. Зато је турски султан послао Омер-пашу Латаса, који је од тог похода сераскер - врховни командант, са великим бројем добро наоружаних војника да угуши буну. Паша је у свом крвавом походу спалио Козарац. 7. априла 1851. године је са својим штабом заноћио на овом козарачком вису па је мјесто на коме је заноћио по том историјском ноћењу названо Пашини Конаци.